# Silicua

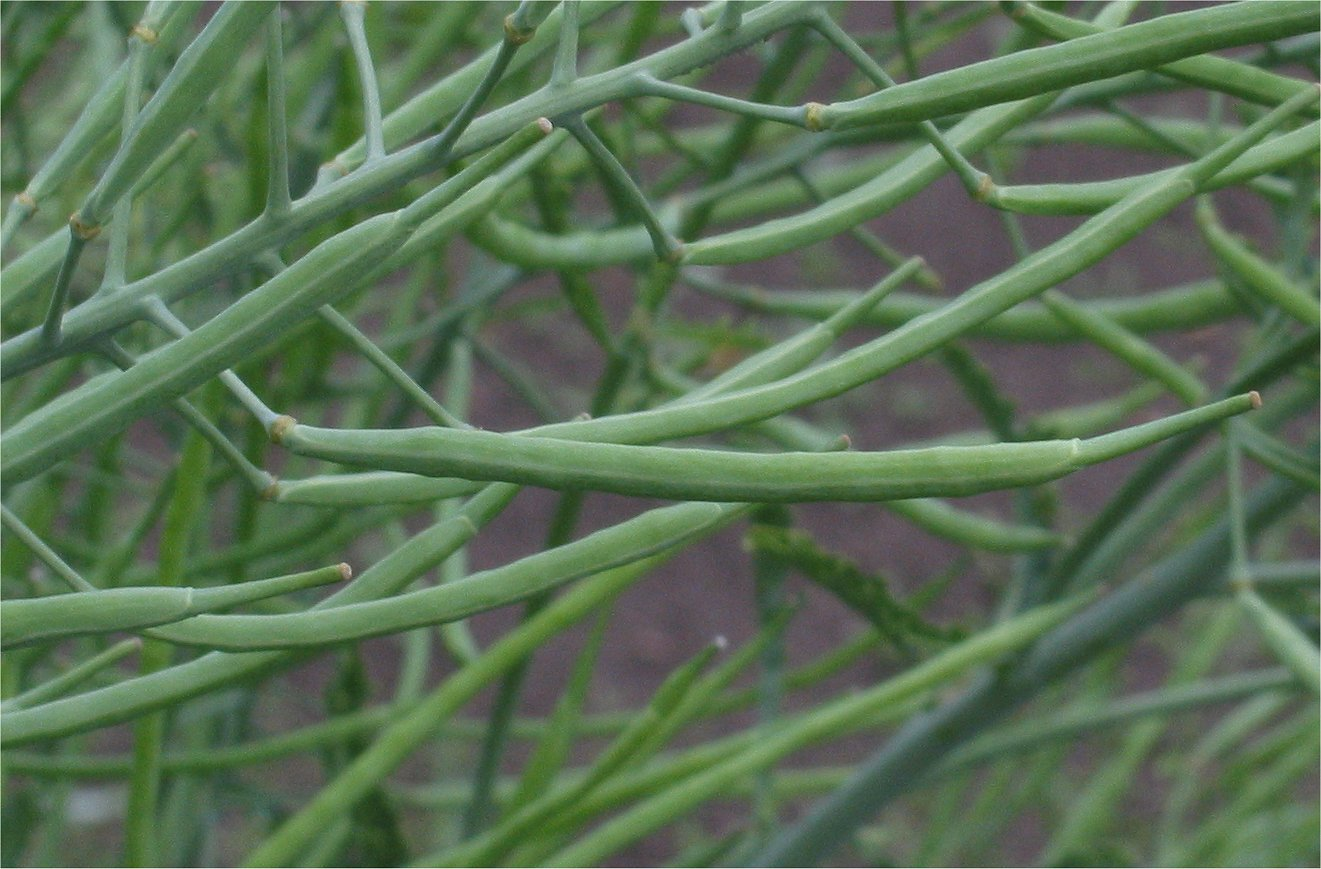
Silicuas de la col (Brassica oleracea).

En botánica, la silicua es el nombre que recibe el fruto seco dehiscente, más precisamente una cápsula dehiscente paraplacentaria, de ciertas plantas, cuya longitud es al menos el triple que la anchura (es decir, a modo de "vaina", por ejemplo, el fruto de Diplotaxis tenuifolia, la rúcula).
Este fruto deriva de un ovario unilocular, formado por la reunión de dos carpelos. Los granos están fijos sobre dos placentas parietales. Durante la maduración del fruto, una falsa división libera las dos placentas (llamadas septum) se forman y separan dos habitáculos. En la dehiscencia, las paredes externas se alzan de abajo arriba, forman dos valvas estériles y descubren el septum y los granos que están unidos. 
Este es el fruto característico de las plantas de la familia de las crucíferas (Brassicaceae), tales como col, rábano, Capsella bursa-pastoris, mostaza, colza… y que se encuentran también en otras familias vecinas: Papaveraceae (Chelidonium sp.), Fumariaceae (corazón de Maria), etc.
Las silicuas son generalmente de una forma alargada. Las que son cortas, iguales tanto en anchura como en longitud, se las llaman entonces silículas (este es el caso de la Lunaria, de la Lobularia maritima o de la Capsella bursa-pastoris).

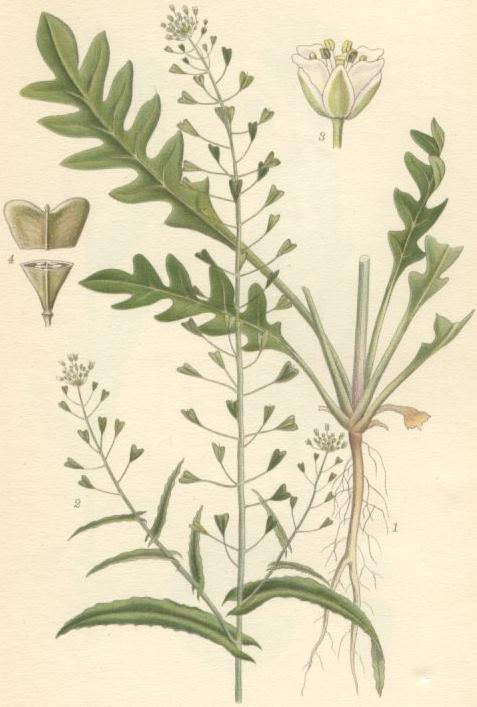
Silículas de Capsella bursa-pastoris
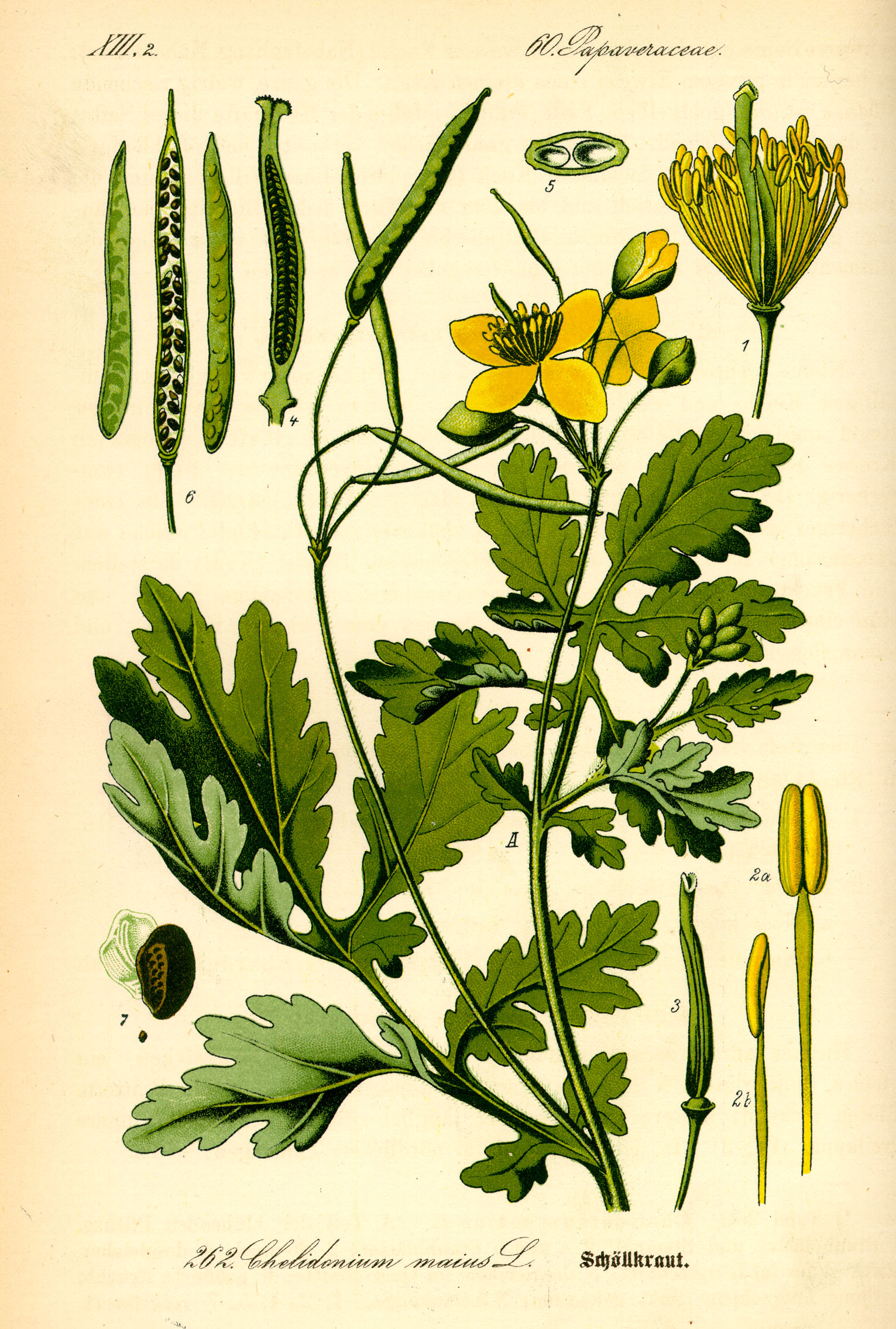
Silicuas de Chelidonium majus
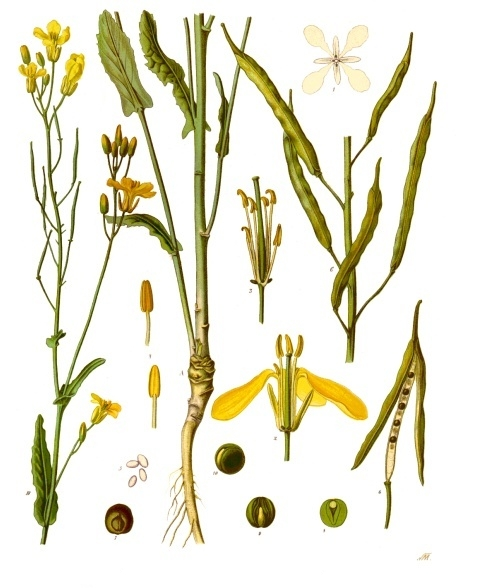
Silicuas de la colza Brassica napus
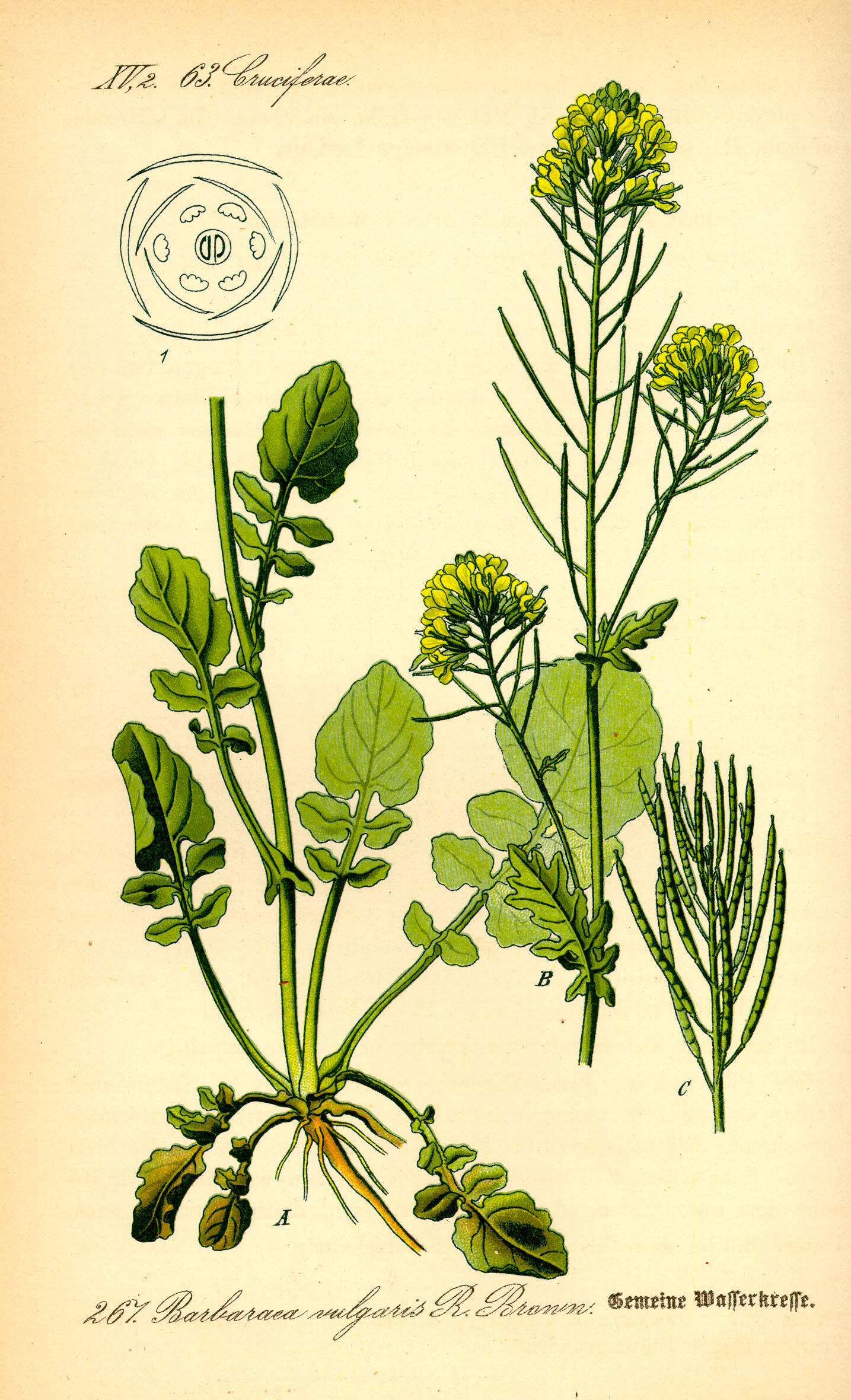
Silicuas de Barbarea vulgaris
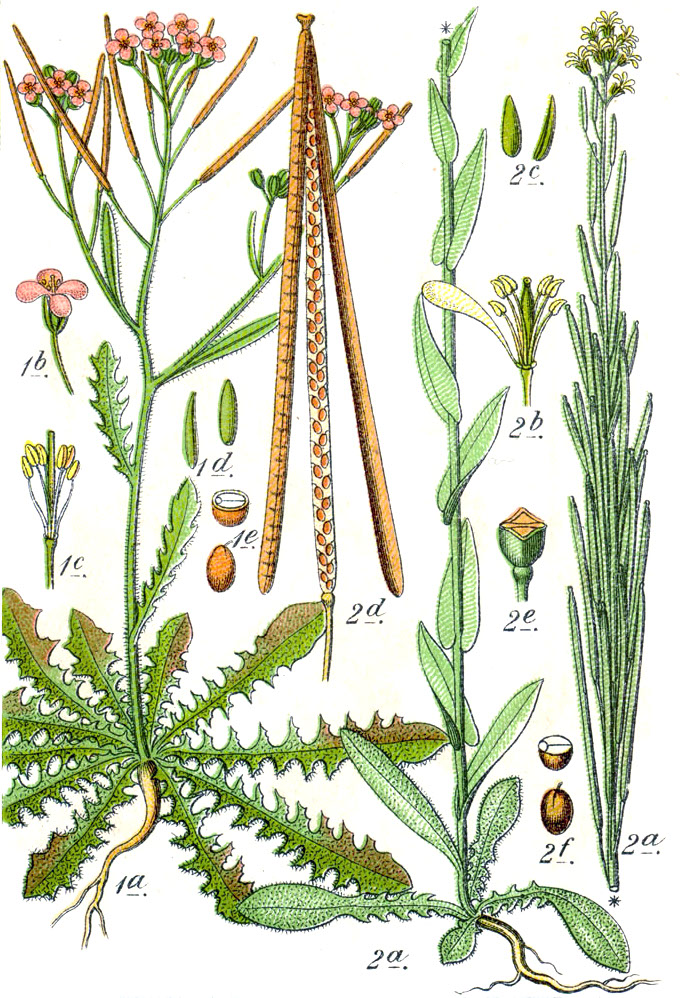
Silicuas de Cardaminopsis arenosa
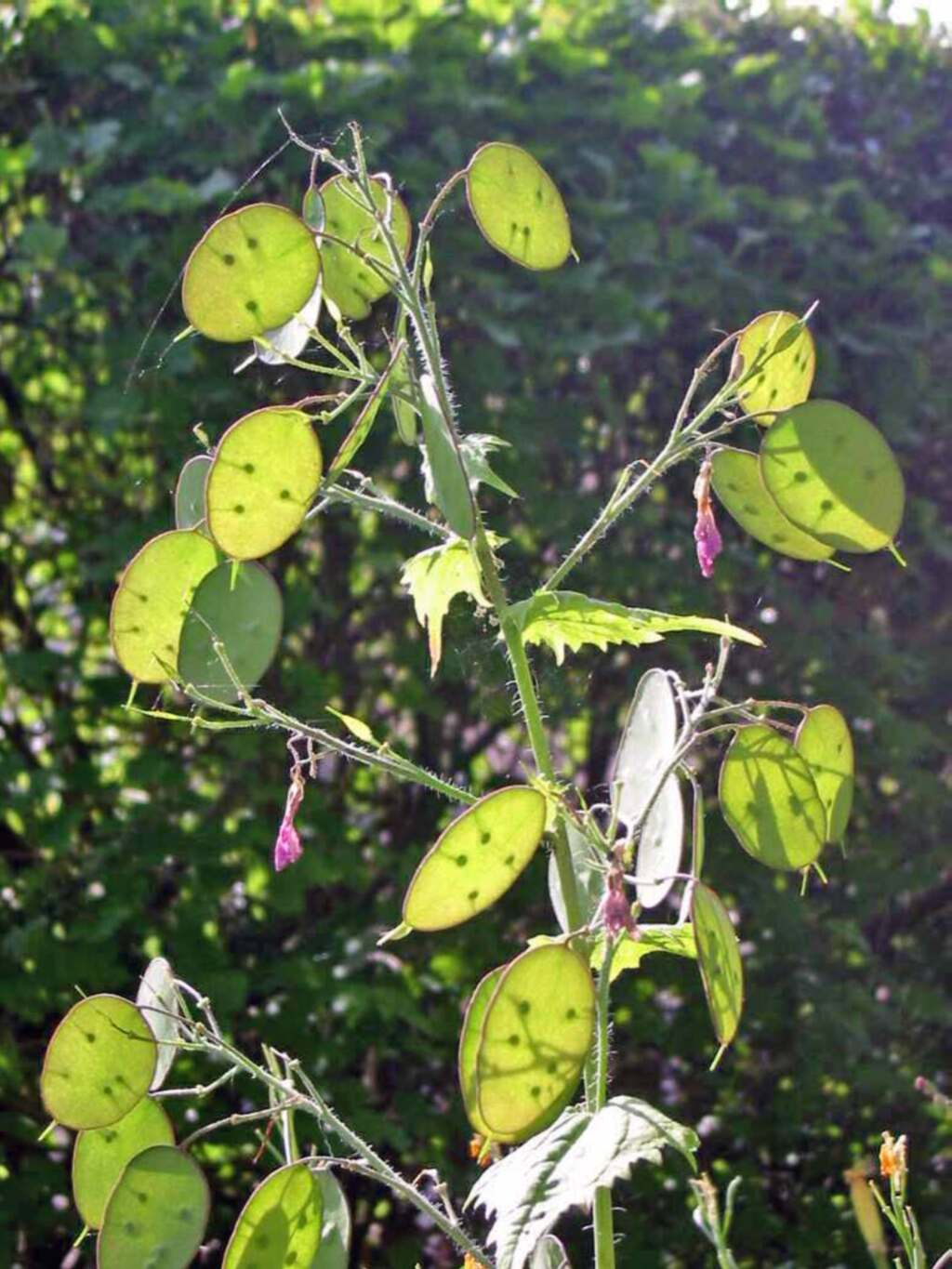
Siliculas de Lunaria annua

- Datos: Q148529
- Multimedia: Silique / Q148529